# エルジン
エルジン（Elgin）は、アメリカ合衆国にかつて存在した時計メーカーである。

## 概要

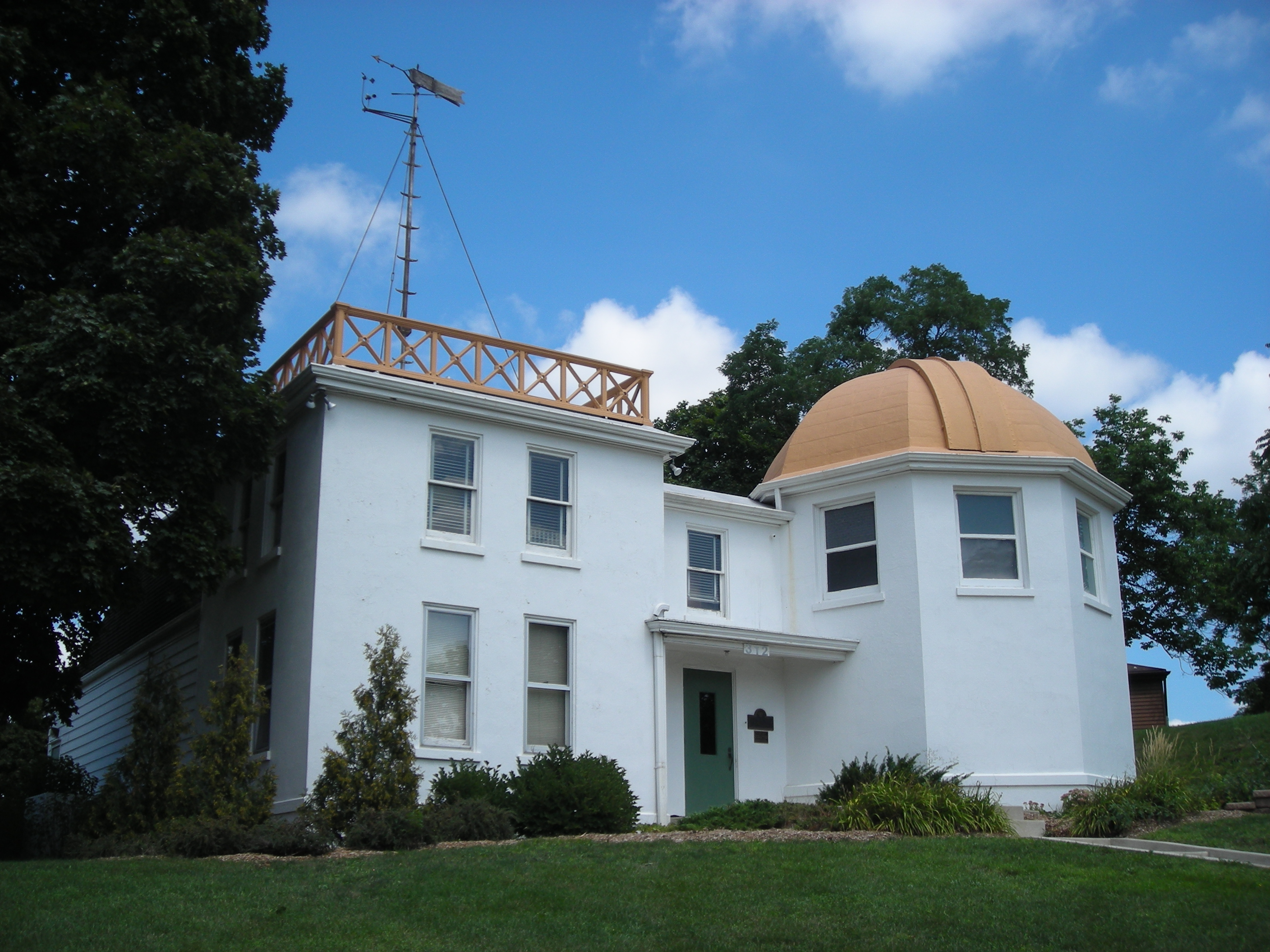
エルジンが建設した天文台

1950年代以前の最盛期には、アメリカを代表する懐中時計・腕時計メーカーの一つであり、高級腕時計のブランドに数えられる存在だったが、アメリカの時計業界の衰退によってメーカーとしての実態は消滅した。
現在はアメリカ本国では生産されなくなり、商標権を買い取った日本の会社が興した「ジャパンエルジンコーポレーション」そして福本電機「エルジンインターナショナル」によって生産されており、廉価だが高性能、多機能な腕時計として高い評価を受けている。
創始者ベンジャミンWレイモンドの信念「品質はすべてに優先する」は今も継承されている。

## 歴史

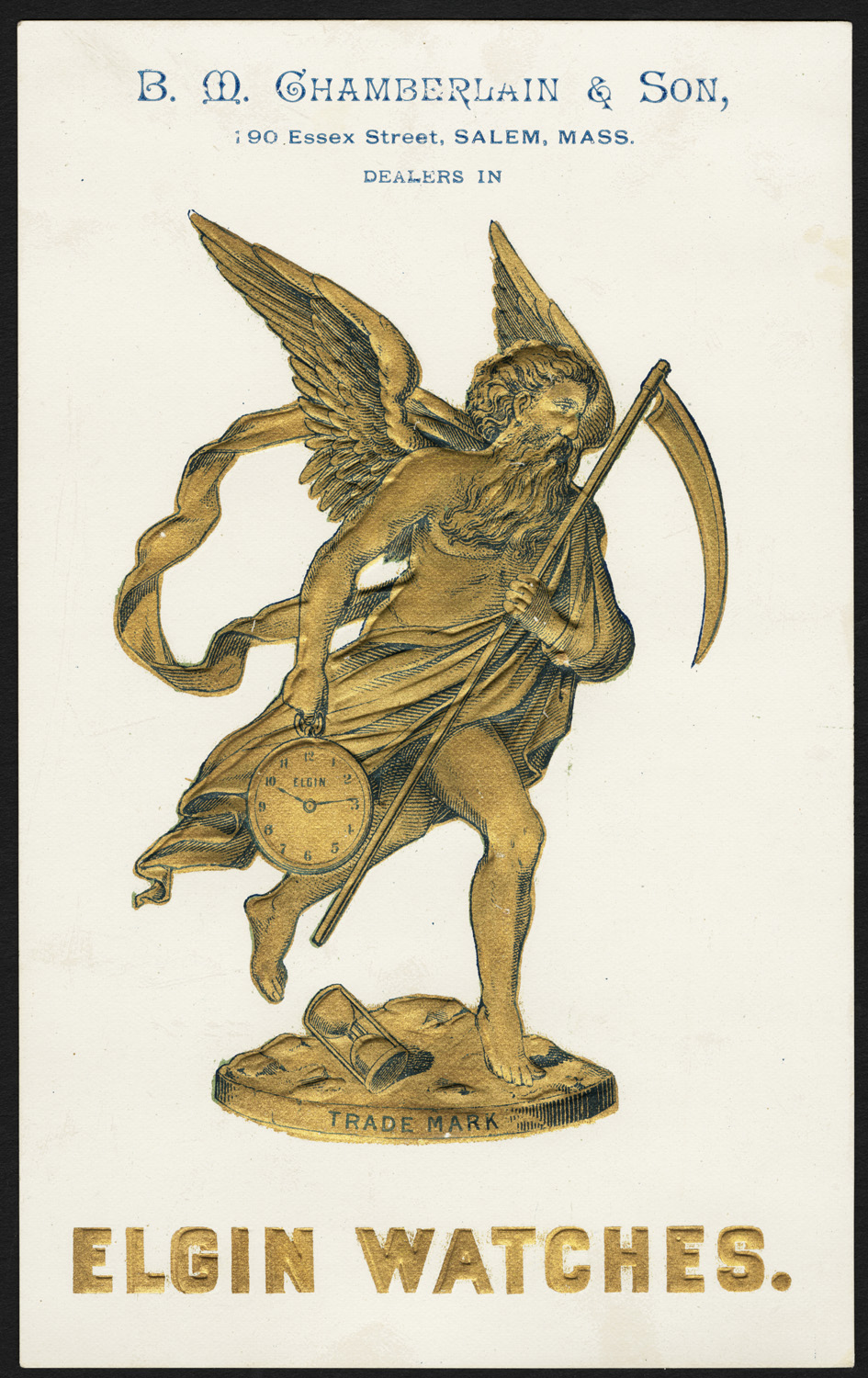
エルジンのロゴが付いた19世紀の名刺

- 1864年8月 - J.C. アダムス（J.C. Adams ）らがシカゴ市長のベンジャミン・ライト・レイモンド（Benjamin Wright Raymond ）らに出資を要請し、エルジン市の敷地・資金提供のもとウォルサムの技術者を招いてイリノイ州エルジン市にNational Watch Companyを設立。最初の製品は18サイズ・フルプレート型のレイルロードグレード「B.W. Raymond」。
- 1874年 - 社名をElgin National Watch Companyと改称。大規模工場による大量生産を行い、ウォルサムと並ぶ生産量を誇る、アメリカ時計産業の全盛期を代表する時計メーカーのひとつとなる。また天文台や時計学校も設立した。
- 1910年頃 - 他のアメリカメーカーに先駆け腕時計の製作を開始。また軍用時計としてアメリカ軍に採用される。
- 第二次世界大戦中 - 軍需産業に従事し、爆弾の信管等精密機器を生産していた。
- 第二次世界大戦後 - スイス時計産業の隆盛に押されるようになり、1950年半ばころからクロックや電子製品分野に進出。
- 1964年 - エルジン市時計工場閉鎖。
- 1968年 - サウスカロライナ工場閉鎖。時計メーカーとしてのELGIN NATIONAL WATCH CO. は消滅した。
- 1969年 - 建設会社と合併されElgin National Industriesが設立されるが、時計ブランドとしてのエルジンは他の時計製造業者にライセンスされることになる。現在はM.Z. Berger Companyが商標権を保有。

## 登場作品
- L.A.ノワール

放火特捜課のDLCで被害者が身につけていた腕時計として登場する。